# Ductus submandibularis

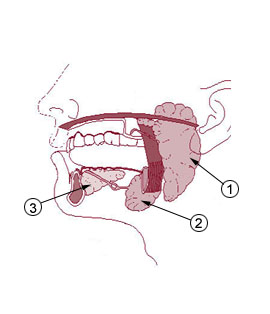
Speicheldrüsen:
1 Glandula parotidea
2 Glandula submandibularis
3 Glandula sublingualis

Der Ductus submandibularis (Wharton-Gang) ist der Ausführungsgang der Unterkieferspeicheldrüse (Glandula submandibularis). In der Tieranatomie wird der Gang Ductus mandibularis genannt. Er führt beidseits von der Unterkieferspeicheldrüse durch den Sulcus lateralis linguae zwischen dem Musculus mylohyoideus, Musculus hyoglossus und zwischen der Glandula sublingualis und dem Musculus genioglossus und endet auf der Caruncula sublingualis neben dem Zungenbändchen.